# Суздальцев, Виктор Иванович
Виктор Иванович Суздальцев (род. 20 января 1940, Халилово, Чкаловская область) — советский и российский художник. Заслуженный художник Российской Федерации (2011), Народный художник Республики Башкортостан (2019), член Союза художников СССР (1989) позднее — Союза художников России.

## Биография
Родился 20 января 1940 года в селе Халилово Халиловского района Оренбургской области.
В 1964 году окончил Пензенское художественное училище имени К. А. Савицкого. С 1964 по 1969 годы работал преподавателем живописи и композиции в педучилище.
В настоящее время живёт и работает в Уфе.

## Творчество
«... Люблю и восхищаюсь природой. Она дает мне энергию и вдохновение для написания моих картин»
С 1958 года участник республиканских, зональных, региональных, межрегиональной, всероссийских, всесоюзных, международных и зарубежной
выставок.
- Персональная выставка. (Уфимская художественная галерея, Уфа; 2015[1]).

Основные работы: картины «Иремель», «Зима. Урал», «Зима», «Иней», «Уральский городок», «Усень», «Седой Урал», «Теплое утро», «Вероника», «Дягиль», «Горный ручей», «Луга д. Калиновка», «Башкирские кружева», «Седой Урал», «Усадьба егеря», «Осенние узоры Мурадыма» и др.
Произведения находятся в собраниях музеев и картинных галереях: Башкирский государственный художественный музей имени М. В. Нестерова (Уфа), Тюменский МИИ, Курганский областной ХМ, Ирбитский МИИ (Свердловская обл. РФ), Чувашском государственном художественном музее, Мемориальном доме-музее С. Т. Аксакова, Национальный музей Ливана и других.

## Награды и звания
- Заслуженный художник Республики Башкортостан (2001)
- Серебряный знак «Духовность, традиции, мастерство» Секретариата СХ РФ (2009)
- Заслуженный художник Российской Федерации (30 ноября 2011) - за заслуги в области изобразительного искусства[2]
- Народный художник Республики Башкортостан (2019)